# 特羅揚尼夫卡 (赫梅利尼茨基區)
特羅揚尼夫卡（烏克蘭語：Троянівка）是位於烏克蘭西部的村莊，由赫梅利尼茨基州裡赫梅利尼茨基區的泰奧菲波爾市鎮負責管轄。該村處於尼爾卡河畔，始建於1572年，面積0.81平方公里，海拔高度260米。